# О Родине, о жизни, о любви!
Фестиваль «О Родине, о жизни, о любви!» — театрально-литературный фестиваль в «Год старшего поколения» в Ленинградской области, в «Год литературы» в России в 2015 году.
Театрально-литературный фестиваль Провинциальные чтения 2015 «О Родине, о жизни, о любви» — серия мероприятий проводившихся на базе учреждений культуры, образования, социальной защиты Бокситогорского района с участием писателей, поэтов Ленинградской области, артистов областных театров, самодеятельных и учебных театральных формирований (студии, кружки учреждений культуры, отделения ДШИ), и отдельных исполнителей по инициативе Ленинградской областной региональной общественной просветительской организацией (ЛОРОПО) «Педагог XXI века», которую возглавляет Николай Иванович Пустотин, депутат Законодательного собрания Ленинградской области.
Названием фестиваля стали строки стихов из сборника тосненского писателя Николая Борисовича Рачкова.
Цель проекта — привлечение внимания к всемирному литературному достоянию, к творчеству лучших современных писателей Ленинградской области и России, а так же возрождение интереса к книге и чтению.
Проект посвящался 70-летию Победы советского народа в Великой Отечественной войне, Году литературы в России и Году старшего поколения в Ленинградской области.
Учредители Фестиваля:
- Комитет по культуре Правительства Ленинградской области
- ГКУК «Ленинградская областная универсальная научная библиотека»
- ГБУК ЛО «Музейное агентство»
- Администрация Бокситогорского муниципального района
- ЛОРОПО «Педагог XXI века»